# Bourreria virgata
Bourreria virgata är en strävbladig växtart som först beskrevs av Olof Swartz, och fick sitt nu gällande namn av George Don jr. Bourreria virgata ingår i släktet Bourreria och familjen strävbladiga växter. Inga underarter finns listade i Catalogue of Life.